# USS Lake Erie (CG-70)
USS Lake Erie (CG-70) – amerykański krążownik rakietowy, najnowszej czwartej linii okrętów typu Ticonderoga. Jest okrętem Aegis BMD wyposażonym w system Aegis BMD 3.6 oraz dwa pionowe zestawy wyrzutni pocisków rakietowych VLS. Pierwszoplanową rolą tego okrętu jest zwalczanie pocisków balistycznych w ramach amerykańskiego programu obrony antybalistycznej Ballistic Missile Defense. Szczególnym zadaniem USS "Lake Erie" jest przydzielona mu rola platformy testowej pocisków antybalistycznych SM-3.

## Konstrukcja
USS "Lake Erie" został zbudowany jako dwudziesty czwarty krążownik rakietowy typu Ticonderoga w stoczni Bath Iron Works w Bath w stanie Maine. Stępkę pod okręt położono 6 marca 1990 roku, zwodowano go zaś po piętnastu miesiącach, 13 lipca 1991 r. Po wyposażeniu okrętu i przeprowadzeniu prób morskich, skierowano go do Floty Pacyfiku, gdzie w porcie macierzystym Pearl Harbor na Hawajach, został przyjęty do służby 24 lipca 1993 roku.

W roku 2006, okręt został wyposażony w prototypowy procesor sygnału Aegis BMD Signal Processor (BSP) umożliwiający detekcję i  śledzenie rozdzielających się celów oraz odróżnianie głowic balistycznych od wabików i głowic fałszywych w czasie rzeczywistym, co odciąża system komputerowy głowicy LEAP pocisku SM-3.

## Godło okrętu
Tarcza

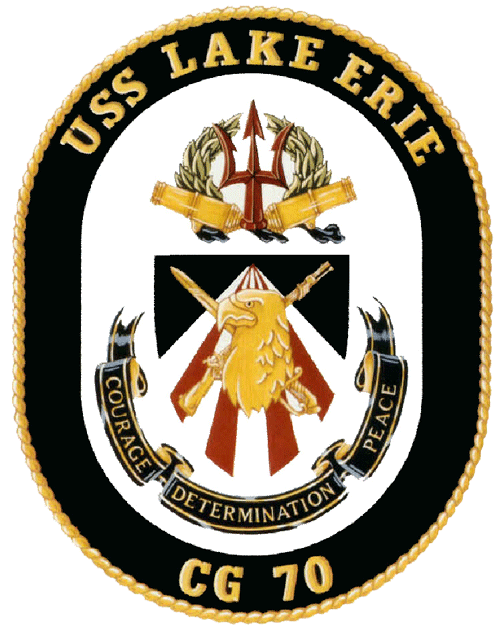
Godło USS „Lake Erie” (CG-70)

Kolory niebieski, biały i czerwony są amerykańskimi kolorami narodowymi. Ciemny niebieski i złoty są natomiast tradycyjnymi kolorami US Navy. W godle USS "Lake Erie" kolor niebieski symbolizuje wodę, kombinacja dziewięciu czerwonych i białych sekcji przypomina zaś akcję 9 okrętów floty amerykańskiej w bitwie o jezioro Erie w trakcie wojny brytyjsko-amerykańskiej 1812 roku. Kolejny element - skrzyżowany miecz i muszkiet, przedstawiające siłę i kooperację, skombinowane z amerykańskim orłem przedstawiają obronę i oddanie narodowi
Herb
Armaty są emblematami amerykańskiej siły ognia, która odegrała decydująca role w bitwie o jezioro Erie. Gałązki oliwne symbolizują pokój osiągnięty i zabezpieczany przez siłę i militarną gotowość. Czerwony trójząb symbolizujący odwagę i męstwo jest tradycyjnym symbolem Marynarki charakteryzującym w tym wypadku potencjał krążowników Aegis w walce nawodnej, podwodnej i w powietrzu.
Motto
Courage, Determination, Peace Odwaga w walce, poświęcenie zwycięstwu i pokój jako ostateczny cel. Motto oddaje cześć pamięci ludzi, którzy walczyli w bitwie o jezioro Erie oraz Margaret Mayer.
Postacie honorowe okrętu
Matką chrzestną okrętu jest pani Margaret Meyer, żona kadm Wayne E. Meyera, zwanego "Ojcem Aegis". Wnuczka zaś kontradmirała - Peggy, jest Maid of Honor - honorową "Damą dworu" okrętu.

## Operacje
21 lutego 2008 roku o 4:26 czasu polskiego USS "Lake Erie" zestrzelił amerykańskiego satelitę szpiegowskiego USA 193. Do wykonania zadania wystarczył jeden pocisk rakietowy typu Raytheon RIM-161 Standard Missile 3 Block IA.

## Nagrody
Okręt w 2006 roku otrzymał nagrodę Battle Efficiency Award.